# ナガミカズラ属
ナガミカズラ属（ナガミカズラぞく、Aeschynanthus）はイワタバコ科のつる性低木〜多年生草本。

## 特徴・利用
野生では岩や樹木に着生し、茎は長く垂下またはアーチ状になる種が多く、室内栽培では吊り鉢で楽しめる。葉は対生または3–4輪生で革質または多肉質。赤、橙、黄緑色などの筒状花が美しく、肉厚の葉も鑑賞でき、米国、オーストラリアなどで愛好者が多い。観賞価値の高い原種が主に栽培され、園芸品種はまだ少ないが、種間交雑が容易で、優良品種の育成が期待される。

## 分布
中国南部〜インド〜ニューギニアの亜熱帯〜熱帯域に約189種が分布。日本国内ではナガミカズラ A. acuminatus 1種が西表島に分布する。

## ギャラリー
ナガミカズラ属（2024年11月 兵庫県立フラワーセンター）
- エスキナンサス・スペキオスス
- エスキナンサス・ミクランサス